# Debora Silva Maria
Debora Silva Maria é uma ativista dos direitos humanos brasileira, fundadora do movimento Mães de Maio, que denuncia e apura independentemente casos de violência policial no Brasil. Ela defende a desmilitarização da polícia e é contra a redução da maioridade penal.
Debora Silva Maria decidiu liderar a fundação do movimento Mães de Maio, em 2006, após policiais assassinarem seu filho, o gari Edson Rogério Silva dos Santos, de 29 anos, em um posto de gasolina, em Santos. O assassinato ocorreu em 15 de maio de 2006, no contexto de uma série de chacinas promovida pela polícia, conhecida como Crimes de Maio. O Mães de Maio surgiu inicialmente contra a impunidade dos policiais envolvidos nas chacinas de maio de 2006, mas atualmente participam do movimento familiares de vítimas de outros episódios de violência policial no Brasil.
Por conta de sua atuação em defesa dos direitos humanos, Debora Silva Maria foi agraciada com o prêmio "Dandara dos Palmares", em 2016, pelo Conselho Municipal de Participação e Desenvolvimento da Comunidade Negra (CMPDCN) e pela Coordenadoria de Promoção da Igualdade Racial e Étnica (Copire) da Prefeitura de Santos, e, em 2013, foi homenageada com o Prêmio Direitos Humanos, na categoria "Enfrentamento à violência". Mães de Maio recebeu o Prêmio Santo Dias de Direitos Humanos 2011, da Comissão de Defesa dos Direitos da Pessoa Humana da Assembléia Legislativa do Estado de São Paulo.

## Prêmios
- Prêmio Dandara dos Palmares, 2016.[9]
- Prêmio Direitos Humanos 2013, categoria "Enfrentamento à violência".[12]